# トゥマコの聖体の奇跡
トゥマコの聖体の奇跡は、1906年にコロンビアのトゥマコで起こったとされる聖体の奇跡の事である。

## 概要
1906年1月31日、エクアドルとコロンビアの沿岸地域で激しい地震と津波が発生し、1,000人が死亡した。コロンビアのトゥマコでは激しい地震が発生した。住民は約10分間の強い地震を感じ、津波が迫っていた。教区司祭のジェラルド・ラロンド神父とジュリアン神父は、住民とともに祝福された聖餐式の聖体顕示台を掲げ、行列を組んで海岸に向かった。巨大な津波が来た瞬間、ラロンド神父は掲げていた聖体顕示台で十字架の印をした。その後、波が止まり海面は正常に戻った。聖体顕示台に触れることなく後退した。

## 奇跡の記憶
トゥマコの奇跡については、世界中で多くのことが語られた。ラロンド神父もヨーロッパ大陸からの祈りを要請する多くの手紙を受け取っていた。
トゥマコのすべての人々は「波の奇跡」として知られるこの出来事を覚えている。